# Galina Onoprienko
Galina Onoprienko (em russo:  Галина Оноприенко; 2 de fevereiro de 1963) é uma ex-handebolista russa, medalhista olímpica.
Galina Onoprienko fez parte do elenco medalha de bronze, de Barcelona 1992.